# It's Love That Really Counts
It's Love That Really Counts je píseň nahraná roku 1962 americkou soulovou dívčí skupinou The Shirelles.
Píseň byla vydaná na straně "A" se singlem Stop The Music na straně "B" u vydavatelství Scepter Records. Autorem hudby je Burt Bacharach a textařem Hal David.

## Coververze
- Dionne Warwick (1963) na svém albu Presenting Dionne Warwick[1]
- The Exciters (1963) na jejich albu Tell Him[2]
- The Merseybeats (1963) na straně "A" se singlem The Fortune Teller na straně "B"[3]
- Marlina Mars (1965) na straně "B" se singlem Just Another Dance na straně "A"[4]
- Bobby Bloom (1970) na svém albu Where Are We Going[5]
- The Decisions (1971) na straně "A" se singlem I Can't Forget About You na straně "B"[6]
- Mona Lisa na straně "B" se singlem Any Other Way na straně "A"[7]